# Борово (Благоевградская область)
Борово (болг. Борово) — село в Благоевградской области Болгарии. Входит в состав общины Гоце-Делчев. Находится примерно в 3 км к северу от центра города Гоце-Делчев и примерно в 71 км к юго-востоку от центра города Благоевград. По данным переписи населения 2011 года, в селе  проживало 1138 человек. До 1937 года называлось Чам-Чифлик.

## Население
| Год     | 1934 | 1946 | 1956 | 1965 | 1975 | 1985 | 1992 | 2001 | 2011 |
| ------- | ---- | ---- | ---- | ---- | ---- | ---- | ---- | ---- | ---- |
| Жителей | 464  | 581  | 580  | 765  | 1017 | 1170 | 1201 | 1213 | 1138 |

| Национальность  | Человек | Процент |
| --------------- | ------- | ------- |
| болгары         | 984     | 98,5%   |
| турки           | 0       | 0%      |
| цыгане          | 7       | 0,7%    |
| другие          | 7       | 0,7%    |
| не определились | 0       | 0%      |
| Всего ответов   | 999     |         |

|  |